# ساهرة درباس
ساهرة درباس (1964-) هي مخرجة وكاتبة فلسطينية من حيفا، وتعيش حالياً بالقدس. حاصلة على درجة البكالوريوس في الهندسة الكيميائية عام 1987 ومن ثم بدأت في إنتاج الأفلام الوثائقية والتعاون مع محطات التلفزيون الدولية مثل BBC وغيرها، وفي ذات الفترة تدربت كمخرجة أفلام، كما شاركت بالعديد من الورشات والندوات، وقامت بالعمل كمشرفة على مشروع البحوث الوثائقية السمعية البصرية والتدريب والإنتاج السمعي البصري حول سرد وذاكرة المرأة في الأراضي الفلسطينية، وفي عام 1993 نشرت كتاب عن ثلاثة قرى فلسطينية دمرها الاحتلال عام 1948 هي الطيرة والبروة وسلمة. كما ظهرت في العديد من المواقع المختلفة ضد العنف بين الجنسين والذاكرة الشفوية للمرأة الفلسطينية عام 2013. نالت جائزة مهرجان الأرض في إيطاليا عام 2021 وجائزة مهرجان القدس الدولي للسينما عام 2020 عن فيلمها على عتبة الدار، وجائزة مهرجان أمل السينمائي في اسبانيا عام 2009 عن فيلمها غريبة في بيتي.

## أعمالها
أخرجت درباس العديد من الأفلام والتي نالت الجوائز ومن أهمها:
- فيلم غريبة في بيتي القدس (2007).
- فيلم حفنة تراب (2008).
- فيلم عروسة القدس (2010).
- فيلم كان في جعبتي 138 جنيها (2010).
- فيلم قرية ومذبحة دير ياسين (2012).
- فيلم وثائقي بعنوان على عتبة الدار (2019).